# Asadipus insolens
Asadipus insolens är en spindelart som först beskrevs av Simon 1896.  Asadipus insolens ingår i släktet Asadipus och familjen Lamponidae.
Artens utbredningsområde är Queensland. Inga underarter finns listade i Catalogue of Life.